# Frederik Schack-Jensen
Frederik Schack-Jensen (3 de mayo de 1877 – 4 de junio de 1963) fue un actor y director de nacionalidad danesa.
Natural de Copenhague, Dinamarca, falleció en esa misma ciudad. Fue enterrado en el Cementerio Søllerød.

## Filmografía (selección)
- 1914 : Den sorte familie
- 1913 : Arvingen til Skjoldborg
- 1912 : Cirkusluft